# 赫蘇斯·希門尼斯·薩莫拉
赫蘇斯·瑪麗亞·西里亞科·希門尼斯·薩莫拉（西班牙語：Jesús María Ciriaco Jiménez Zamora，1823年6月18日—1897年2月12日）是一名哥斯大黎加政治人物，1863年至1866年及1868年至1870年兩度擔任哥斯大黎加總統。
他於1863年獲得民選，但在上任兩個月後就解散了國會。在他擔任總統期間，他為薩爾瓦多前總統傑拉多·巴里奧斯提供庇護，導致其他四個中美洲國家政府與哥斯大黎加斷絕外交關係。
1866年，他在任期結束時以民主方式將總統職位傳給何塞·瑪麗亞·卡斯楚·馬德里斯，但兩年後，他發動政變推翻卡斯楚，第二次擔任總統。第二次總統任期又在1870年4月27日的政變中結束。
赫蘇斯·希門尼斯是三屆總統里卡多·希門尼斯·奧雷亞穆諾的父親。